# 전용우의 뉴스ON
《전용우의 뉴스ON》은 대한민국 JTBC에서 평일 오후 14시 30분에 방송되는 JTBC의 낮 토크쇼 프로그램이다.

## 방송 시간
| 방송 채널 | 방송 기간                         | 방송 시간                          |
| --------- | --------------------------------- | ---------------------------------- |
| JTBC      | 2019년 7월 22일 ~ 2019년 11월 1일 | 평일 오후 2:25 ~ 3:50 (1시간 25분) |
| JTBC      | 2019년 11월 4일 ~ 2020년 7월 17일 | 평일 오후 1:55 ~ 3:30 (1시간 35분) |
| JTBC      | 2020년 7월 20일 ~ 2021년 5월 14일 | 평일 오후 2:00 ~ 3:25 (1시간 25분) |

## 앵커
- 전용우 보도제작3팀장 (남)

### 역대 앵커
| 역대 | 진행자 | 진행 기간                         | 비고 |
| ---- | ------ | --------------------------------- | ---- |
| 1대  | 전용우 | 2019년 7월 22일 ~ 2021년 5월 14일 |      |

## 채널

### 이슈ON
- 노영희 변호사
- 김성수 시사평론가
- 고현준 시사평론가
- 최진봉 성공회대 교수
- 김성완 시사평론가
- 김광삼 변호사
- 이웅혁 건국대 경찰학과 교수

### 라이브 썰전
진보패널
- 김종배 시사평론가 (2019년 7월 22일 ~ 2020년 5월 15일 - 월, 수, 금 진행)
- 박수현 청와대 대변인 (2020년 5월 18일 ~ 2021년 5월 14일 - 월, 수 진행)
- 이숙이 시사IN 선임기자 (2020년 1월 28일 ~ 2020년 2월 27일 - 화, 목 진행)
- 박지원 단국대학교 석좌교수 (2020년 5월 19일 ~ 2020년 7월 2일 - 화, 목 진행)

보수패널
- 이동관 청와대 홍보수석 (2019년 7월 22일 ~ 2020년 1월 23일)
- 김영우 국회의원 (2020년 1월 29일 ~ 2021년 5월 14일 - 월, 수 진행)
- 이재오 국회의원 (2020년 5월 18일 ~ 2021년 5월 14일 - 화, 목 진행)
- 민현주 경기대학교 대학원 교수 (2020년 1월 28일 ~ 2020년 2월 7일 - 화, 목 진행)

## 같이 보기
- KBS 뉴스 12 (KBS 1TV)
- EBS 뉴스 12 (EBS 1TV)
- 12 MBC 뉴스 (MBC TV)
- SBS 12 뉴스 (SBS TV)
- TV조선 뉴스현장 (TV조선)